# Oberleitungsbus Nowosibirsk

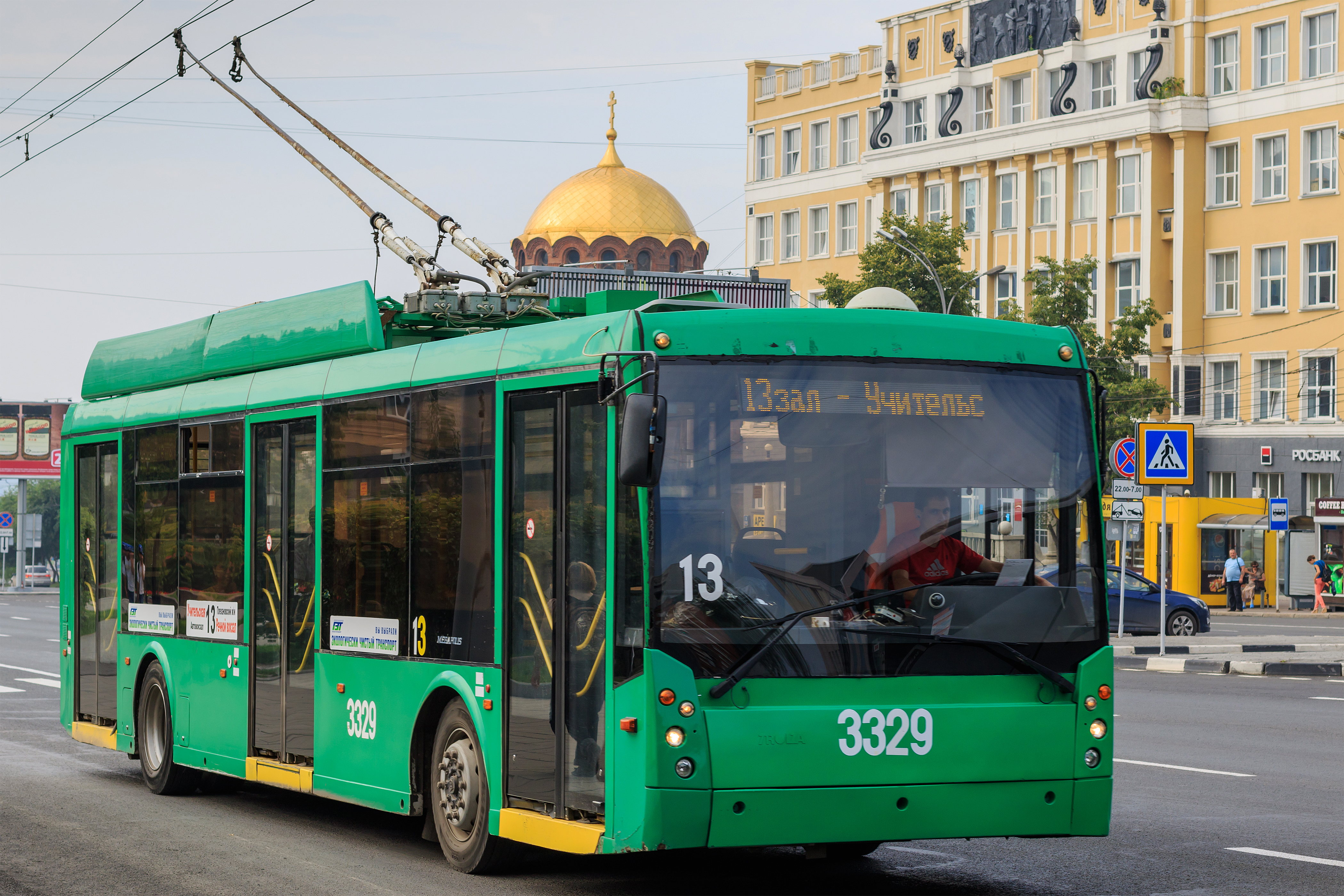
Wagen 3329 bedient am 23. Juli 2016 die Linie 13

Der Oberleitungsbus Nowosibirsk ist, neben der Straßenbahn Nowosibirsk, das zweite elektrisch betriebene System des öffentlichen Personennahverkehrs in Nowosibirsk. 

## Geschichte
Am 6. November 1957 fand eine Probefahrt statt, am nächsten Tag begann der reguläre Personenverkehr. Bei Eröffnung des Betriebs verkehrten in der Stadt zehn Oberleitungsbusse, bis Ende 1957 waren 17 im Einsatz, bis 1958 wurde die Anzahl auf 45 erhöht. Bis 1984 betrug die Gesamtlänge der Oberleitungsbuslinien mehr als 238 Kilometer. Zu diesem Zeitpunkt gab es 35 Linien und 331 Wagen. Seit 1992 wurde die Oberleitung auf einigen Abschnitten abgebaut. Bis 2006 betrug die Gesamtlänge der Oberleitungsbuslinien circa 133 Kilometer.

## Linien
Zurzeit besteht das Netz aus den 14 Linien 1, 2, 4, 5, 7, 8, 10, 13, 22, 23, 24, 26, 29 und 36.

## Fahrzeuge
Der Wagenpark wird durch weit verbreitete Typen wie die sowjetischen ZiU-9 und ZiU-10, die russischen VMZ-184, VMZ-201, VMZ-263, VMZ-375, BTZ-5276-01, Trolza-5265.00, Trolza-5275.05 und Trolza-5275.06 sowie die belarussischen AKSM-101A und AKSM-101M repräsentiert. In den Jahren 2011–2012 wurden Oberleitungsbusse des Typs ST-6217M mit Batterie-Hilfsantrieb, die vom Nowosibirsker Werk Liotech hergestellt wurden, getestet. Das Experiment war beendet, als Liotech insolvent erklärt wurde. Im Jahr 2022 beschlossen die Stadtbehörden, das Experiment mit dem Typ UTTZ-6241.01 zu wiederholen.